# Canterbury Tales (1978)
 Canterbury Tales  is het twaalfde album van de Britse progressieve rockband Caravan. Canterbury Tales is een verzamelalbum, een dubbelelpee met verzamelde opnames van Caravan uit het tijdperk van 1970-1974.
Er zijn twee totaal verschillende versies van dit album uitgebracht, één in Japan en één in Groot-Brittannië. De hier beschreven tracklist is van het Japanse album uit 1978.
Zie ook het lemma over Canterbury Tales uit 1976.

## Nummers
1. If I Could Do It All Over Again, I'd Do It All Over You
2. Winter Wine
3. Waterloo Lily
4. L'Auberge de Sanglier/A Hunting Shall We Go/Pengola/Baclwards/A Hunting Shall We Go
5. Stuck In A Hole
6. Introduction (live)
7. For Richard (suite) (live)
8. The Fear And Loathing in Tollington Park Rag